# Адам, Мельхиор
Мельхиор Адам (нем. Melchior Adam; 1575, Гродкув — 1622, Гейдельберг) — биограф XVII века, литературовед, преподаватель Гейдельбергского университета.
Родился в Силезии.
Известный биограф немецких учёных, преимущественно богословов. Он напечатал биографии немецких учёных от 1500 до 1618 г., под заглавием «Vitae Germanor. philosophorum, theologorum, jurisconsultorum, medicorum», к этому изданию сделаны добавления в 1618 и 1620 гг. Этот сборник признается драгоценным для истории Реформации.